# Monique Alves
Monique Alves Frankenhuis (Rio de Janeiro, 7 de agosto de 1962 – Rio de Janeiro, 29 de agosto de 1994) foi uma atriz brasileira, filha do francês de ascendência neerlandesa Jean Pierre Frankenhuis e Alcina Maria Fernandes Alves.
A atriz impressionou com seu talento e sua beleza. Morreu em 29 de agosto de 1994, em virtude de complicações por causa de uma leucemia. Foi casada com o diretor Dennis Carvalho, com quem teve uma filha, Tainah, hoje mãe de Nina e de Lara.

## Filmografia
- 1982 – Aventuras de um Paraíba
- 1982 – Sétimo Sentido… como Rosinha
- 1983 – Pão Pão, Beijo Beijo… como Maria Helena
- 1984 – Amenic - Entre o Discurso e a Prática[6]
- 1984 – Partido Alto… como Marta Siqueira
- 1984 – A Máfia no Brasil (minissérie)
- 1986 – Rockmania… como Renata
- 1989 – Pacto de Sangue
- 1990 – Meu Bem, Meu Mal… como Luciana
- 1991 – O Dono do Mundo